# Meillon
Meillon – miejscowość i gmina we Francji, w regionie Nowa Akwitania, w departamencie Pireneje Atlantyckie.
Według danych na rok 1990 gminę zamieszkiwało 709 osób, a gęstość zaludnienia wynosiła 100 osób/km² (wśród 2290 gmin Akwitanii Meillon plasuje się na 571. miejscu pod względem liczby ludności, natomiast pod względem powierzchni na miejscu 1274.).